# Креховичі
Крехо́вичі — село в Україні, у Брошнів-Осадській селищній громаді Калуського району Івано-Франківської області.

## Географія
У селі потік Саджава впадає у річку Сівку. Історична назва потоку — Чачава (пол. Czaczawa)

## Історія
Креховичі засновано в 1419 році дрібним польським шляхтичем, який одержав тут землю. Шляхтич по прізвищу звався Креховичем, власне від його прізвища і пішла назва села [джерело?].
У податковому реєстрі 1515 року в селі документується 4 лани (близько 100 га) оброблюваної землі.
1 січня 1875 року введена в дію Залізниця Ерцгерцога Альбрехта і в селі відкрита Рожнятів.
У 1896—1897 роках була побудована вузькоколійна залізнична лінія Креховичі — Луги. Початкова колія була шириною 760 мм. На лінії було 4 великих мости (три через р. Чечва і один — через р. Ілемка). Основну лінію (Креховичі — Липовиця) закрито в 1970-х роках, решту — в 1999 році, а повністю розібрано в 2000 році. Використовувався мотовоз ТУ2М-011812.
На початку XX ст. в селі працював тартак, де у 1921 році відбувся страйк, який організували Й. Д. Байда, Д. В. Гуцул, М. С.Полянський. Страйкарі добилися підвищення заробітної плати.
У 1939 році в селі проживало 2900 мешканців (2200 українців, 430 поляків, 80 латинників, 180 євреїв і 10 німців та інших національностей).
Під час Другої світової війни, а саме у 1942 році в селі діяв загін УПА в кількості 22 чоловік. В 1944 році після відновлення радянської влади багатьох жителів села звинуватили у націоналізмі та підтримці нацистського режиму і було депортовано до Сибіру та на Далекий Схід.
За даними облуправління МГБ у 1949 р. в Долинському районі підпілля ОУН найактивнішим було в селах Тростянець і Креховичі.
30.07.2017 село увійшло до складу Брошнів-Осадської селищної громади, яка проводить облаштування села.

### Церква
Церква Благовіщення Пресвятої Богородиці села Креховичі згадується 1684 року про сплату 5 злотих катедратика (столового податку), далі — у реєстрі духовенства, церков і монастирів Львівської єпархії 1708 року.

### Пам'ятники
- Пам'ятник на місці загибелі 22 грудня 1944 р. чотирьох підпільників ОУН.
- Могила на цвинтарі загиблих на околиці села в 1946 р. вояків УПА Савіцького Володимира Петровича 1924 р. і Лагойди Василя Степановича 1924 р.
- Могила на цвинтарі невідомих вояків УПА
- Могила чотирьох вояків УПА — Козак Михайло Степанович (1919—1945), Залеський Ілля Степанович (1908—1945), Креховецький Микола Михайлович (1922—1945), Легун Іван Михайлович (1920—1945)

## Населення

### Мова
Розподіл населення за рідною мовою за даними перепису 2001 року:
| Мова       | Кількість | Відсоток |
| ---------- | --------- | -------- |
| українська | 2458      | 99.55%   |
| російська  | 11        | 0.45%    |
| Усього     | 2459      | 100%     |

## Відомі люди
- Білас Михайло Якимович (1924—2016) — український майстер гобелену, модельєр, Народний художник України, член Спілки художників України.
- Август Бельовський (August Bielowski, 1806—1876) — польський історик, письменник, директор Народної бібліотеки імені Оссолінських, симпатик Реформації, автор, фундатор та видавець першого польського історичного альманаху «Монумента польського Історика» («Monumenta Poloniae Historica»).
- Лисевич Михайло Васильович (* 1959) — український педагог, журналіст, редактор, громадський діяч, заслужений журналіст України.
- Марцеляк Олег Володимирович (* 1967) — доктор юридичних наук, професор, заслужений юрист України, кавалер ордена «За заслуги»[8].
- Жолобак Ігор Степанович (* 1962) — український фотограф, фотохудожник.